# Ivan Pudar
Ivan Pudar (ur. 6 marca 1961 w Zemunie) – chorwacki trener piłkarski i piłkarz grający na pozycji bramkarza.

## Kariera klubowa
Karierę piłkarską Pudar rozpoczął w klubie Hajduk Split. W sezonie 1979/1980 zadebiutował w jego barwach w pierwszej lidze jugosłowiańskiej. Od sezonu 1981/1982 był podstawowym zawodnikiem zespołu. W 1984 roku osiągnął z Hajdukiem swój pierwszy sukces – zdobył Puchar Jugosławii. W 1987 roku sięgnął po niego ponownie, ale w trakcie sezonu był wypożyczony do Spartaka Subotica. W Hajduku grał do 1990 roku. Łącznie dla tego klubu rozegrał 157 ligowych meczów.
Latem 1990 Pudar wyjechał do Portugalii. W sezonie 1990/1991 bronił w tamtejszym SC Espinho, a następnie odszedł do Boavisty Porto. W 1992 roku zajął z nią 3. miejsce w lidze oraz zdobył Puchar Portugalii. Po tym sukcesie zakończył karierę piłkarską.
| Sezon   | Klub             | Kraj       | Rozgrywki             | Mecze | Bramki |
| ------- | ---------------- | ---------- | --------------------- | ----- | ------ |
| 1979/80 | Hajduk Split     | Jugosławia | Prva liga Jugoslavije | 14    | 0      |
| 1980/81 | Hajduk Split     | Jugosławia | Prva liga Jugoslavije | 6     | 0      |
| 1981/82 | Hajduk Split     | Jugosławia | Prva liga Jugoslavije | 28    | 0      |
| 1982/83 | Hajduk Split     | Jugosławia | Prva liga Jugoslavije | 17    | 0      |
| 1983/84 | Hajduk Split     | Jugosławia | Prva liga Jugoslavije | 2     | 0      |
| 1984/85 | Hajduk Split     | Jugosławia | Prva liga Jugoslavije | 30    | 0      |
| 1985/86 | Hajduk Split     | Jugosławia | Prva liga Jugoslavije | 11    | 0      |
| 1986/87 | Hajduk Split     | Jugosławia | Prva liga Jugoslavije | 0     | 0      |
| 1986/87 | Spartak Subotica | Jugosławia | Prva liga Jugoslavije | 5     | 0      |
| 1987/88 | Hajduk Split     | Jugosławia | Prva liga Jugoslavije | 2     | 0      |
| 1988/89 | Hajduk Split     | Jugosławia | Prva liga Jugoslavije | 14    | 0      |
| 1989/90 | Hajduk Split     | Jugosławia | Prva liga Jugoslavije | 33    | 0      |
| 1990/91 | SC Espinho       | Portugalia | Primeira Liga         | 28    | 0      |
| 1991/92 | Boavista FC      | Portugalia | Primeira Liga         | 21    | 0      |

## Kariera reprezentacyjna
Swoje jedyne spotkanie w reprezentacji Jugosławii Pudar rozegrał 29 stycznia 1985 roku. Był to towarzyski mecz z Chinami (1:1). Wcześniej w 1982 roku został powołany przez selekcjonera Miljana Miljanicia do kadry na Mistrzostwa Świata w Hiszpanii, gdzie był rezerwowym dla Dragana Pantelicia. W 1984 roku zdobył brązowy medal na Igrzyskach Olimpijskich w Los Angeles.